# Apamea nigricans
Apamea nigricans là một loài bướm đêm trong họ Noctuidae.